# ویکتور فرانسن
ویکتور فرانسن (انگلیسی: Victor Francen; ۵ اوت ۱۸۸۸ – ۱۸ نوامبر ۱۹۷۷) هنرپیشه اهل بلژیک بود.

## فیلم‌شناسی
- شب و روز
- مادام کوری
- داستان‌های منهتن
- مأموریت به مسکو
- از خودگذشتگی
- جلوی سحر را بگیرید
- سن آنتونیو
- فنی
- وداع با اسلحه